# Europaparlamentsvalet i Slovenien 2009
Europaparlamentsvalet i Slovenien 2009 ägde rum söndagen den 7 juni 2009. Runt 1,7 miljoner personer var röstberättigade i valet om de sju mandat som Slovenien hade tilldelats innan valet. I valet tillämpade landet ett valsystem med partilistor och d’Hondts metod, utan någon spärr för småpartier. Slovenien var inte uppdelat i några valkretsar, utan fungerade som en enda valkrets i valet.
Valet innebar en stor förändring i det politiska landskapet. Förra valets vinnare, Nova Slovenija, backade sju procentenheter och hamnade på tredje plats. Dessutom tappade partiet ett av sina mandat. Samtidigt gick Slovenska demokratiska partiet fram med mer än nio procentenheter och intog positionen som största parti. Även Socialdemokraterna gick framåt och erhöll ett till mandat.
Förutom Nova Slovenija, tappade också Liberaldemokraterna mycket kraftigt. Partiet gick från nästan 22 procent till bara drygt elva procent. Det liberala och nystartade partiet Zares erhöll å andra sidan nästan tio procent av rösterna och kunde därmed säkra ett mandat i Europaparlamentet. På grund av det låga antal mandat som Slovenien erhöll, blev mandatfördelningen något skev trots att d’Hondts metod tillämpades.
Valdeltagandet uppgick till 28,37 procent, en minimal ökning med 0,02 procentenheter jämfört med valet 2004. Därmed förblev valdeltagandet bland de lägsta i hela unionen. Det var inte bara lågt i ett europeiskt sammanhang, utan också för att vara ett slovenskt val. Valdeltagandet kan jämföras med vad det var i Sloveniens parlamentsval 2008, då det uppgick till över 60 procent.

## Valresultat
|                                                                                               |          |  |         |        |
|                                                                                               | Andel    |  | Antal   | Mandat |
| Slovenska demokratiska partiet                                                                | 26,66 %  |  | 123 563 | 2      |
| Slovenska demokratiska partiet                                                                | +9,01 %  |  | +46 618 | ±0     |
| Socialdemokraterna                                                                            | 18,43 %  |  | 85 407  | 2      |
| Socialdemokraterna                                                                            | +4,28 %  |  | +23 735 | +1     |
| Nova Slovenija                                                                                | 16,58 %  |  | 76 866  | 1      |
| Nova Slovenija                                                                                | –6,99 %  |  | –25 887 | –1     |
| Liberaldemokraterna                                                                           | 11,48 %  |  | 53 212  | 1      |
| Liberaldemokraterna                                                                           | –10,43 % |  | –42 277 | –1     |
| Zares                                                                                         | 9,76 %   |  | 45 238  | 1      |
| Zares                                                                                         | +9,76 %  |  | +45 238 | +1     |
| Övriga partier och kandidater                                                                 | 17,09 %  |  | 79 186  | 0      |
| Övriga partier och kandidater                                                                 | –5,63 %  |  | –19 824 | ±0     |
| Ogiltiga och blanka röster                                                                    | 3,87 %   |  | 18 664  | 0      |
| Ogiltiga och blanka röster                                                                    | –1,76 %  |  | –7 346  | ±0     |
| Valdeltagande                                                                                 | 28,37 %  |  | 482 136 | 7      |
| Valdeltagande                                                                                 | +0,02 %  |  | +20 257 | ±0     |
| Antal röstberättigade 1 699 755 03 EPP 02 S&D 02 ALDE 00 G/EFA 00 ECR 00 GUE/NGL 00 EFD 00 NI |          |  |         |        |